# Mini Hand
 (novembre 2017).
Le minihand est une adaptation du handball traditionnel pour les petits enfants.

## Description
Reconnu en 2003[source insuffisante], le mini hand est une adaptation du handball traditionnel pour les enfants, en général entre 6 et 9 ans. 
Le sport est donc simplifié au niveau des règles par rapport au handball d'origine. 
Le mini hand est une activité qui reste sportive ainsi que ludique. Il apporte également des valeurs aux enfants qui le pratiquent : responsabilité, travail en groupe. 
L'objectif du sport est tout d’abord de prendre du plaisir tout en exerçant une activité physique, ainsi que de former l'enfant et lui apprendre les bases du handball. 
Les règles restent les mêmes qu'au handball d'origine, mais sont adaptées aux enfants, comme la taille du terrain qui est rétrécie pour pouvoir envisager de nombreuses situations de handball. Les rencontres entre deux équipes durent généralement trois fois 10 minutes, avec deux pauses de 3 minutes. 
Sur le terrain, il y a 4 joueurs et un gardien dans les buts,.